# Zamek w Glinnej (rejon tarnopolski)
Zamek w Glinnej – zamek w miejscowości Glinna (rejon tarnopolski).
Obronny zamek  zbudowany w XVII w.; w XIX w. po obiekcie zostały tylko wały ziemne.